# 도이칠란츠베르크군

도이칠란츠베르크군의 위치

도이칠란츠베르크군(독일어: Bezirk Deutschlandsberg)은 오스트리아 슈타이어마르크주에 위치한 군으로 행정 중심지는 도이칠란츠베르크이며 면적은 863.47km2, 인구는 61,121명(2023년 기준), 인구 밀도는 71명/km2이다. 서쪽으로는 케른텐주 볼프스베르크군, 북쪽으로는 포이츠베르크군, 북동쪽으로는 그라츠움게붕군, 동쪽으로는 라이프니츠군과 접하며 남쪽으로는 슬로베니아와 국경을 접한다.

## 하위 행정 구역
1개 도시, 10개 시장도시, 4개 일반 시를 관할한다.
- 도시
  - 도이칠란츠베르크(Deutschlandsberg)
- 시장도시
  - 바트슈반베르크(Bad Schwanberg)
  - 아이비스발트(Eibiswald)
  - 프라우엔탈안데어라스니츠(Frauental an der Laßnitz)
  - 그로스장크트플로리안(Groß Sankt Florian)
  - 라나흐(Lannach)
  - 푈핑브룬(Pölfing-Brunn)
  - 프레딩(Preding)
  - 슈타인츠(Stainz)
  - 베트만슈테텐(Wettmannstätten)
  - 비스(Wies)
- 일반 시
  - 장크트요제프(Sankt Josef)
  - 장크트마르틴임줄름탈(Sankt Martin im Sulmtal)
  - 장크트페터임줄름탈(Sankt Peter im Sulmtal)
  - 장크트슈테판오프슈타인츠(Sankt Stefan ob Stainz)